# Протосинайска писменост
Протосинайската писменост е писмена система известна от ограничен брой източници в от средната бронзова епоха в Синай и Египет. Фрагментарните източници не дават голяма информация за характера на писмеността, но се предполага, че това може да е абджад, предшестващ финикийската писменост.
Протосинайската писменост е известна от два основни източника – надписи, открити през зимата на 1904 – 1905 година в Синай от Хилда и Флиндърс Петри и датирани в периода между 1700 – 1400 г. пр.н.е., и друга група надписи, открити през 1999 година от Джон и Дебора Дарнел в Среден Египет и датирани към XVIII век пр.н.е. В Синай има мини, експлоатирини по времето на Древен Египет, в които работят много „азиатци“, говорещи ханаански езици. Предполага се, че писмеността възниква при управлението на фараона Аменемхет III.